# 伊拉克银行
伊拉克银行（阿拉伯语：مصرف العراق）是伊拉克的一所国有银行，这所银行也被称为伊拉克社会主义银行。